# Alejandro Domínguez
Alejandro Damían 'Chori' Domínguez (Lanús, Argentína, 1981. június 10.) argentin labdarúgó, aki jelenleg a Rayo Vallecano csapatát erősíti. Támadó középpályásként és csatárként is bevethető.

## Pályafutása
2000-ben, a Quilmes csapatában kezdte a pályafutását. 2001-ben a River Plate-hez igazolt, ahol három évig játszott. 2004-ben a Rubin Kazany csapatához igazolt. Itt 63 meccsen 21 gólt szerzett. 2006-ban megpróbálták eladni, de nem voltak elégedettek az érte kínált összeggel, ezért megtartották. Egy évvel később az FC Zenit csapatához szerződött. A gárdával bajnokságot és UEFA-kupát nyert. Egyik legjobb meccse a csapatnál a Bayern München ellen 4-0-ra megnyert UEFA-kupa elődöntő volt, ahol 2 gólpasszal járult hozzá a sikerhez. 2009. március 13-án a Rubinhoz szerződött vissza, mert nem jött ki jól edzőjével, Dick Advocaattal. A csapattal bajnokságot nyert, így játszhatott a Bajnokok Ligájában a csapattal, ahol 2 gólt szerzett. 2009. december 14-én eljött a kazanyiaktól, és hároméves szerződést írt alá a Valencia CF csapatával. 2011-ben kölcsönvette a River Plate csapata. 2012-ben a Rayo Vallecanohoz igazolt. 2013-ban kétéves szerződést írt alá az Olympiakosz csapatával.

## Sikerei, díjai

### Csapat
- Argentin bajnok: 2002, 2003, 2004
- UEFA-kupa-győztes: 2008
- Európai szuperkupa-győztes: 2008
- Orosz bajnok: 2007, 2009
- Orosz Szuperkupa-győztes: 2008

### Egyéni
- Legjobb külföldi játékos az orosz bajnokságban: 2006
- Az év labdarúgója Oroszországban: 2009

## Külső hivatkozások
- Valencia profile
- Club profile
- Sin Codigos
- Desagradecido